# Radio Belva
Radio Belva è stato un programma televisivo italiano condotto da Giuseppe Cruciani e David Parenzo, in onda su Rete 4 di mercoledì in prima serata. È stato cancellato immediatamente, con numerose polemiche, dopo la prima puntata del 9 ottobre 2013, a causa dell'eccessiva presenza di volgarità (in particolare ha fatto discutere la sfiorata rissa fra Cruciani e Vittorio Sgarbi) e di caos generale durante l'intera trasmissione, nonché per i bassi ascolti ottenuti (2,79 % di share). Secondo alcune indiscrezioni il programma avrebbe dovuto essere ripreso più avanti in seconda serata su Italia 1, con l'ingresso nel cast di Giuliano Ferrara, ma la cosa a distanza di anni non si è concretizzata.

## Il programma
È stata la prima esperienza televisiva insieme della coppia Cruciani-Parenzo, divenuta famosa grazie al programma radiofonico La Zanzara, in onda su Radio 24. È stato presentato dai due stessi conduttori come l'"anti-talk". Inviati della trasmissione erano Emilio Fede e Pinuccio. Nel cast anche il giornalista Paolo Ziliani.

## Ascolti
| Puntata | Data           | Ospiti | Telespettatori | Share |
| ------- | -------------- | --- | -------------- | ----- |
| 1       | 9 ottobre 2013 | Annarella, Mario Borghezio, Angela Maraventano, Maria Giovanna Maglie, Roberto Fiore, Paolo Villaggio, John Peter Sloan, Paolo Regis (attore di Sacro GRA), Vittorio Sgarbi, Alba Parietti, Giorgio Grasso (critico d'arte), Ilona Staller, Marco Rizzo, Claudio Coccoluto | 670.000        | 2,79% |